# Boguszowice, Cieszyn

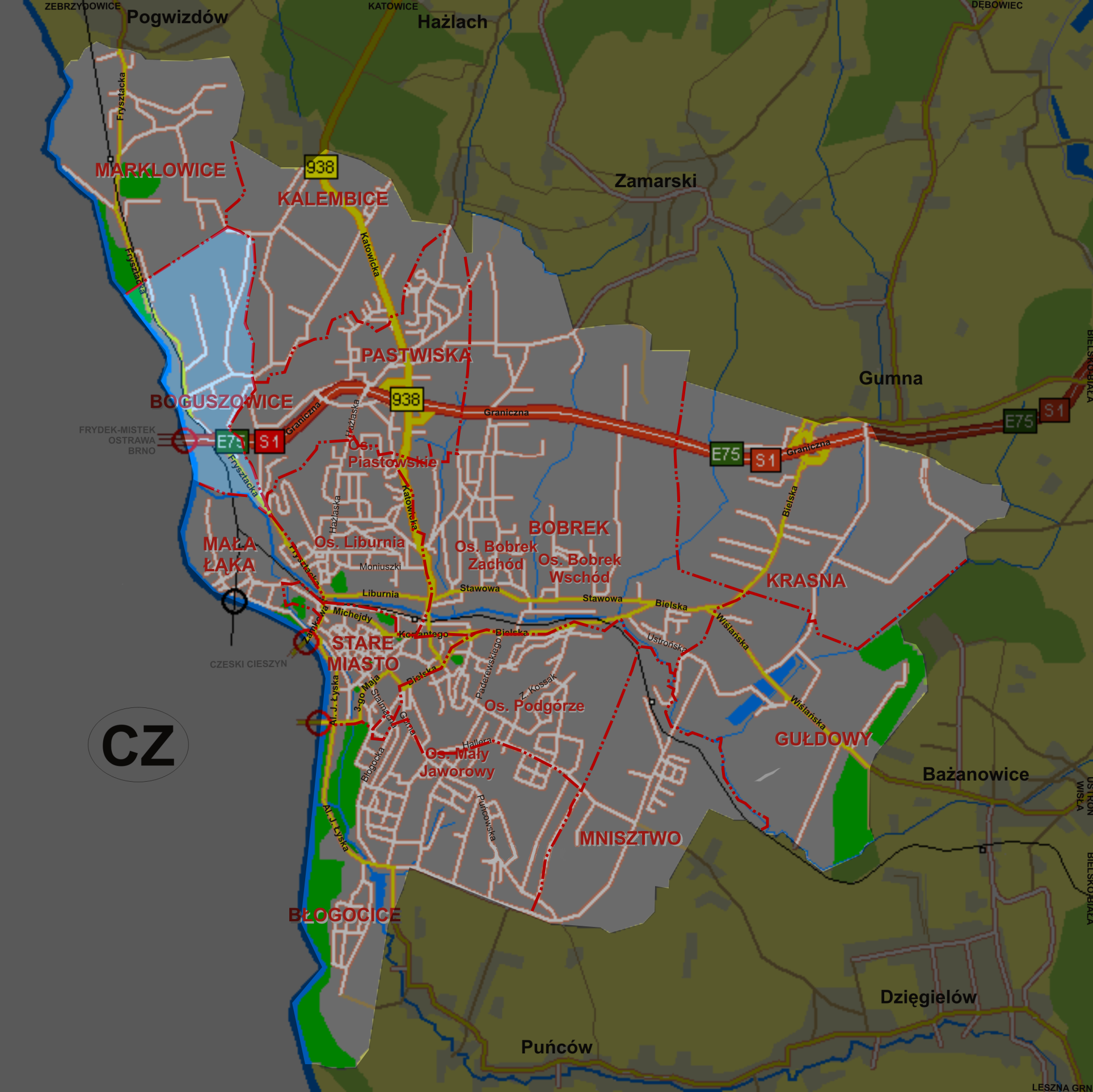
Boguszowice được đánh dấu trên bản đồ của Cieszyn

Boguszowice là một quận của Cieszyn, Silesian Voivodeship, Ba Lan. Đó là một đô thị riêng biệt, nhưng đã trở thành một phần hành chính của Cieszyn vào năm 1973.
Vào ngày 31 tháng 1 năm 1290, công tước Mieszko cho hiệp sĩ của ông là Bogusz 10 Franconian Lans (đơn vị đo diện tích) đất để tạo thành một làng mới. Văn kiện này lần đầu tiên được đưa ra khi Mieszko sử dụng danh hiệu Công tước xứ Cieszyn, do đó khi Công quốc Teschen mới bắt đầu tồn tại. Ngôi làng mới của Bogusovici  không được đề cập trong Liber fundationis episcopatus Vratislaviensis khoảng năm 1305, nhưng như một ngôi làng phát triển đầy đủ nó đã được đề cập vào năm 1388, khi nó được bán bởi hai hiệp sĩ Jaśko và Janusz từ Ogrodzona cho Bielik từ Kornice và mẹ của anh ta, Juta. Vì vậy, rõ ràng đó là một ngôi làng của các hiệp sĩ, và giá của nó cũng tương tự như những ngôi làng phát triển đầy đủ khác thời bấy giờ. Từ năm 1425, ngôi làng được đóng góp bởi công dân Cieszyn Jan Scholz cho bệnh viện nằm ở ngoại ô Frysztackie của Cieszyn.
Dưới cây cầu quốc tế giữa Ba Lan và Cộng hòa Séc, có một boongke được đặt từ những năm 1930.